# Metacnemis
Metacnemis – rodzaj ważek z rodziny pióronogowatych (Platycnemididae).
Do rodzaju należy jeden gatunek:
- Metacnemis valida Hagen in Selys, 1863

Dawniej zaliczano tu także gatunki Metacnemis angusta i Metacnemis secundaris, ale badania genetyczne wykazały, że nie są blisko spokrewnione z Metacnemis valida i przeniesiono je do innych rodzajów.